# Dimitar Partalow
Dimitar Partalow (bulgarisch Димитър Порталов; * 21. August 1990 in Blagoewgrad) ist ein bulgarischer Biathlet.
Dimitar Partalow gab 2009 sein internationales Debüt im IBU-Cup-Rennen von Bansko und gewann als 31. eines Sprints sogleich Punkte. Im folgenden Verfolgungsrennen erreichte er als 16. sein bislang bestes Ergebnis in der Rennserie. Mit 35 Punkten wurde er 101. der Gesamtwertung des IBU-Cups der Saison. Zur ersten internationalen Meisterschaft wurden die Sommerbiathlon-Weltmeisterschaften 2013 in Forni Avoltri. Im Sprint schoss er zwei Fehler und wurde 23., mit drei Fehlern im darauf basierenden Verfolgungsrennen verbesserte er sich auf den 18. Rang, profitierte dabei auch vom Nichtantritt mehrerer anderer Läufer.
Zur Saison 2013/14 trat Partalow in Oberhof zum ersten Mal zu einem Weltcuprennen an, den Sprint schloss er auf Rang 71 ab. Auch in der Folgesaison bekam der Bulgare auf der Pokljuka einen Weltcupeinsatz, außerdem durfte er in Antholz und Oberhof in der Männerstaffel laufen. Seinen bislang letzten Einsatz im Weltcup bekam Partalow, ebenfalls in Oberhof, 2017. Weiterhin lief er im IBU-Cup, kam aber nur in Ausnahmefällen unter die besten 40 Athleten. Seinen bis heute letzten Wettkampf absolvierte der Bulgare im Januar 2019 in der Lenzerheide.

## Statistiken

### Weltcupplatzierungen
Die Tabelle zeigt alle Platzierungen (je nach Austragungsjahr einschließlich Olympische Spiele und Weltmeisterschaften).
- 1.–3. Platz: Anzahl der Podiumsplatzierungen
- Top 10: Anzahl der Platzierungen unter den ersten zehn (einschließlich Podium)
- Punkteränge: Anzahl der Platzierungen innerhalb der Punkteränge (einschließlich Podium und Top 10)
- Starts: Anzahl gelaufener Rennen in der jeweiligen Disziplin
- Staffel: inklusive Mixed- und Single-Mixed-Staffeln

| Platzierung              | Einzel | Sprint | Verfolgung | Massenstart | Staffel | Gesamt |
| ------------------------ | ------ | ------ | ---------- | ----------- | ------- | ------ |
| 1. Platz                 |        |        |            |             |         |        |
| 2. Platz                 |        |        |            |             |         |        |
| 3. Platz                 |        |        |            |             |         |        |
| Top 10                   |        |        |            |             | 1       | 1      |
| Punkteränge              |        |        |            |             | 4       | 4      |
| Starts                   | 1      | 4      |            |             | 4       | 9      |
| Stand: 31. Dezember 2021 |        |        |            |             |         |        |